# Major League Quidditch
La Major League Quidditch (MLQ) è una lega di quidditch semiprofessionistica con sede negli Stati Uniti e in Canada. La Major League Quidditch è il livello più alto di competizione di Quidditch in Nord America. La lega è composta da 15 squadre con sede in altrettante città: 13 negli Stati Uniti e 2 in Canada. La stagione di MLQ va da giugno ad agosto, con ogni squadra che gioca nove partite nella stagione regolare. I playoff includono le prime 12 squadre che competono nel playoff MLQ a fine agosto. Alla squadra vincitrice viene assegnata la Benepe Cup.

## Storia
La Major League Quidditch è stata fondata nel 2014 da Ethan Sturm e Amanda Dallas nella speranza di portare lo sport del quidditch a livelli più alti di competitività. Sturm e Dallas sono gli attuali co-commissari della MLQ.

## Struttura

### Struttura attuale
Nel 2019, la MLQ ha riorganizzato la lega in 3 divisioni con 5 franchigie in ciascuna divisione. Come parte di questa riorganizzazione, sono avvenuti tre cambiamenti: (1) tutte le franchigie della West Division sono state sciolte a causa dei lunghi tempi di viaggio, (2) sono state aggiunte tre nuove squadre alle divisioni rimanenti (i Minneapolis Monarchs e i Toronto Raiders alla North Division, mentre i San Antonio Soldados alla South Division), e (3) i Rochester Whiteout sono passati dalla North Division alla East Division.
La North Division attualmente comprende gran parte del Midwest, oltre a Toronto. Le cinque squadre della North Division sono Minneapolis Monarchs, Indianapolis Intensity, Detroit Innovators, Cleveland Riff e Toronto Raiders.
La East Division attualmente include tutte le squadre MLQ nelle regioni geografiche del Nord-est e del Medio Atlantico, oltre a Ottawa. Le cinque squadre della East Division sono Boston Forge, Rochester Whiteout, New York Titans, Washington Admirals e Ottawa Black Bears.
La South Division attualmente include tutte le squadre nella regione geografica del Centro-sud degli Stati Uniti, oltre a Kansas City. Le cinque squadre della South Division sono gli Austin Outlaws, i San Antonio Soldados, i League City Legends, i New Orleans Curse e i Kansas City Stampede.

### Struttura precedente
La prima stagione di MLQ si è svolta nel 2015 con otto squadre, mentre la finale si è tenuta a Toledo, nell'Ohio, al meglio delle tre partite.
Nella stagione 2016, la MLQ ha raddoppiato le dimensioni della lega portandola a 16 squadre e l'ha ampliata creando la South e la West Division. Le nuove squadre si trovavano ad Austin, Kansas City, League City, New Orleans, Los Angeles, Phoenix, Salt Lake City e San Francisco. Le stesse  squadre hanno partecipato alla MLQ anche nel 2017.
A partire dal 2018, i Phoenix Sol si sono trasferiti a Boise cambiando nome in Boise Grays. Durante la prima partita della stagione 2018, scoppiò una rissa tra i Grays e Salt Lake City Hive. La MLQ sciolse immediatamente i Boise Grays per motivi disciplinari.

### Struttura organizzativa
La MLQ è un'organizzazione no-profit gestita interamente da volontari. Tutte le operazioni, come quelle relative alle persone, la contabilità, il marketing e l'amministrazione, operano in remoto e non esiste una sede centrale per il personale.
La MLQ ha oltre 100 volontari in 8 dipartimenti. I dipartimenti includono: Gameplay; Finanza; Risorse Umane; Marketing; Creatività; Media digitali; Diversità, equità e inclusione, ed Eventi. Al vertice dell'organizzazione ci sono i commissari Amanda Dallas ed Ethan Sturm. Ciascuno degli 8 dipartimenti ha un direttore che sovrintende alle operazioni e riferisce ai commissari. I team facenti capo ai direttori sono composti da manager, coordinatori e assistenti.
Lo staff delle franchigie (come allenatori, assistenti allenatori, dirigenti e vicedirettori) si candida all'inizio di ogni stagione e viene assunto solo per la durata della stessa. Lo staff seleziona anche i roster della propria squadra.
Gli arbitri vengono assunti serie per serie.

## Formato
Durante la stagione regolare, le squadre giocano una serie di tre partite contro tutte le altre squadre della loro divisione nei mesi di giugno e luglio. Tutte e tre le partite vengono giocate indipendentemente dall'esito delle prime due partite, anche se la squadra che vince almeno 2 partite su 3 vince la serie. Le squadre sono classificate in base ai risultati di queste serie. Le prime 4 squadre di ogni divisione sono invitate alle finali. Queste 12 squadre sono suddivise in gironi e giocano i playoff per la Benepe Cup. A partire dal 2018, le squadre a volte giocano le "SuperSeries", mini tornei che coinvolgono tre squadre presenti nello stesso luogo per due giorni. Le SuperSeries sono state sviluppate nel tentativo di risparmiare sui costi per i giocatori.

## Squadre
| Squadra                               | Città                        | Anno di nascita |
| East Division                         | East Division                | East Division   |
| ------------------------------------- | ---------------------------- | --------------- |
| Charlotte Aviators                    | Charlotte, Carolina del Nord | 2020            |
| Boston Forge (ex Boston Night Riders) | Boston, Massachusetts        | 2015            |
| New York Titans                       | New York, New York           | 2015            |
| Ottawa Black Bears                    | Ottawa, Ontario              | 2015            |
| Rochester Whiteout                    | Rochester, New York          | 2015            |
| Washington Admirals                   | Washington DC                | 2015            |
| North Division                        |                              |                 |
| Cleveland Riff                        | Cleveland, Ohio              | 2015            |
| Detroit Innovators                    | Detroit, Michigan            | 2015            |
| Indianapolis Intensity                | Indianapolis, Indiana        | 2015            |
| Minneapolis Monarchs                  | Minneapolis, Minnesota       | 2019            |
| Toronto Raiders                       | Toronto, Ontario             | 2019            |
| South Division                        |                              |                 |
| Austin Outlaws                        | Austin, Texas                | 2016            |
| Kansas City Stampede                  | Kansas City, Missouri        | 2016            |
| League City Legends                   | League City, Texas           | 2016            |
| New Orleans Curse                     | New Orleans, Louisiana       | 2016            |
| San Antonio Soldados                  | San Antonio, Texas           | 2019            |

### Squadre inattive
| Squadra                 | Division | Anni di attività | Sorte                                                                      |
| ----------------------- | -------- | ---------------- | -------------------------------------------------------------------------- |
| Phoenix Sol             | West     | 2016-2017        | Trasferitisi a Boise, hanno cambiato nome in Boise Grays.                  |
| Boise Grays             | West     | 2018             | Sciolti per motivi disciplinari.                                           |
| Salt Lake City Hive     | West     | 2016-2018        | Sciolti a causa dei lunghi tempi di viaggio per giocare con altre squadre. |
| Los Angeles Guardians   | West     | 2016-2018        | Sciolti a causa dei lunghi tempi di viaggio per giocare con altre squadre. |
| San Francisco Argonauts | West     | 2016-2018        | Sciolti a causa dei lunghi tempi di viaggio per giocare con altre squadre. |

### Squadre successive
| Squadra                 | Division | Anno di nascita |
| ----------------------- | -------- | --------------- |
| Phoenix Sol             | West     | 2016            |
| Salt Lake City Hive     | West     | 2016            |
| Los Angeles Guardians   | West     | 2016            |
| San Francisco Argonauts | West     | 2016            |
| Minneapolis Monarchs    | North    | 2019            |
| Toronto Raiders         | North    | 2019            |
| San Antonio Soldados    | South    | 2019            |

La West Division è stata eliminata alla fine della stagione 2018 a causa dei lunghi tempi di viaggio per le squadre. Inoltre, i Rochester Whiteout sono stati spostati dalla North Division all'East Division.

## Albo d'oro
| Anno | Squadra            |
| ---- | ------------------ |
| 2015 | Boston Forge       |
| 2016 | Boston Forge       |
| 2017 | Austin Outlaws     |
| 2018 | Austin Outlaws     |
| 2019 | Boston Forge       |
| 2020 | Stagione annullata |
| 2021 | Austin Outlaws     |

## Rapporti con gli altri organi direttivi di Quidditch
La MLQ è un'organizzazione indipendente dedita allo sviluppo del più alto livello possibile di competizione nel quidditch.

### International Quidditch Association (IQA)
A differenza della maggior parte dei campionati di quidditch attivi nel mondo, MLQ non è membro o partner dell'International Quidditch Association (IQA). Ciò è in gran parte dovuto allo sviluppo di set di regole separati.

### US Quidditch (USQ)
MLQ collabora occasionalmente con US Quidditch per organizzare eventi e promuovere la crescita dello sport del quidditch negli Stati Uniti o in Nordamerica.
I giocatori di MLQ in genere iniziano la loro carriera nel quidditch giocando in squadre USQ, il più delle volte per un college. Molti giocatori della MLQ continuano anche a giocare in squadre USQ quando la MLQ non è in corso, poiché la stagione USQ va da settembre a maggio.

### Quidditch Canada (QC)
MLQ collabora occasionalmente con Quidditch Canada, la federazione canadese di quidditch.
Anche i giocatori canadesi della MLQ iniziano la loro carriera nelle formazioni iscritte ai campionati organizzati da Quidditch Canada e continuano a militarvi quando la MLQ non è attiva.